# Alexander von Grutschreiber
Alexander Josef Adam Freiherr von Grutschreiber (* 31. Mai 1849 in Ratibor; † 16. Januar 1902 ebenda) war ein preußischer Generalmajor und Kommandeur der 5. Infanterie-Brigade.

## Leben

### Herkunft
Alexander war ein Sohn des Kreisgerichtsrates Karl von Gruttschreiber (1805–1870) und dessen Ehefrau Wilhelmine, geborene Hoffmann (* 1821).

### Militärkarriere
Grutschreiber trat am 1. März 1869 in das 3. Oberschlesische Infanterie-Regiment Nr. 62 der Preußischen Armee ein und avancierte während des Krieges gegen Frankreich Mitte September 1870 zum Sekondeleutnant. Als solcher nahm er während der Belagerung von Paris an den Gefechten bei Villejuif, Vitry-sur-Seine, Fort Jory, Petit Bicêtre, Chevilly, Bagneux, Châtillon und L’Haÿ teil.
Ausgezeichnet mit dem Eisernen Kreuz II. Klasse wurde Grutschreiber nach dem Friedensschluss ab Oktober 1874 zur weiteren Ausbildung für drei Jahre an die Kriegsakademie kommandiert. Er stieg im Mai 1878 zum Premierleutnant auf, wurde zwei Jahre später zur Dienstleistung beim Großen Generalstab kommandiert und am 2. September 1880 unter Belassung in seinem Kommando in das 3. Hessische Infanterie-Regiment Nr. 83 versetzt. Nach einer dreimonatigen Tätigkeit im Truppendienst wurde Grutschreiber Mitte August 1881 unter Stellung à la suite seines Regiments als Adjutant der 27. Infanterie-Brigade in Düsseldorf kommandiert. Unter Entbindung von diesem Kommando und Beförderung zum Hauptmann wurde er am 21. April 1883 als aggregiert zum Generalstab der Armee versetzt und zugleich zur Dienstleistung beim Großen Generalstab kommandiert. Unter Belassung beim Großen Generalstab wurde Grutschreiber Mitte März 1884 in den Generalstab der Armee einrangiert und fünf Monate später zum Generalstab der 13. Division versetzt. Daran schloss sich ab dem 1. November 1884 eine Verwendung beim Großen Generalstab an, bevor er ein Jahr später in den Generalstab der 5. Division nach Frankfurt (Oder) kam. Mit der Ernennung zum Kompaniechef im Brandenburgischen Füsilier-Regiment Nr. 35 trat Grutschreiber am 19. September 1888 in den Truppendienst zurück. Unter Beförderung zum Major und Überweisung zum Generalstab der 9. Division wurde er am 21. September 1889 in den Generalstab der Armee rückversetzt. Ende März 1891 folgte seine Versetzung zum Großen Generalstab. Drei Monate später wurde er unter Stellung à la suite des Generalstabes der Armee beurlaubt und für dreieinhalb Jahre beurlaubt, um eine Lehrtätigkeit an der Kriegsakademie in Tokio aufzunehmen.
Während dieses Urlaubs wurde Grutschreiber Mitte Mai 1894 zum Oberstleutnant befördert und für sein Wirken mit dem Komturkreuz des Ordens der Aufgehenden Sonne sowie des Ordens des Heiligen Schatzes ausgezeichnet. Nach seiner Rückkehr nach Deutschland wurde er Ende Januar 1895 als etatmäßiger Stabsoffizier in das 1. Oberrheinische Infanterie-Regiment Nr. 97 einrangiert. Grutschreiber erhielt Mitte September 1896 den Rang und die Gebührnissen eines Regimentskommandeurs und wurde unter Stellung à la suite des Generalstabes der Armee zum Direktionsmitglied der Kriegsakademie ernannt. Ende März 1897 stieg er zum Oberst auf. Vom 3. Juli 1899 bis zum 21. Juli 1900 war Grutschreiber Kommandeur des Infanterie-Regiments „Prinz Friedrich der Niederlande“ (2. Westfälisches) Nr. 15, wurde anschließend mit der Führung der 5. Infanterie-Brigade in Stettin beauftragt und am 12. August 1900 als Generalmajor zum Kommandeur dieses Großverbandes ernannt. In Genehmigung seines Abschiedsgesuches stellt man ihn am 18. Oktober 1901 mit der gesetzlichen Pension zur Disposition. Anlässlich seiner Verabschiedung würdigte ihn Kaiser Wilhelm II. im November 1901 durch die Verleihung des Roten Adlerordens II. Klasse mit Eichenlaub.
Er verstarb am 16. Januar 1902 unverheiratet in Ratibor an einer Lungenentzündung.